# Relations entre la France et Trinité-et-Tobago
Les relations bilatérales entre la France et Trinité-et-Tobago existent depuis environ deux cents ans. De nos jours, la France dispose d'une ambassade dans la capitale Port-d'Espagne. Trinité-et-Tobago à une représentation en France via son ambassade basée à Bruxelles (Belgique). Trinité-et-Tobago a également des accords bilatéraux d'investissement avec la France.

## Histoire coloniale
La France colonise Tobago au XVIIe siècle. La France occupe la colonie moins d'un an, d'août 1666 à mars 1667. Le 6 décembre 1677, les Français détruisent la colonie hollandaise et revendiquent l'île entière, avant de la restituer aux Néerlandais par le premier traité de Nimègue le 10 août 1678. En 1751, les Français installent des colons sur l'île, mais la cèdent à la Grande-Bretagne dans le traité de Paris du 10 février 1763 qui met fin à la guerre de Sept Ans. Néanmoins, la plupart « des colons étaient français et l'influence française est devenue dominante ». Trinidad redevient à nouveau une colonie française du 2 juin 1781 au 15 avril 1793, faisant nominalement partie du département français de Sainte-Lucie du 25 octobre 1797 au 19 avril 1801, et à nouveau une colonie française du 30 juin 1802 au 30 juin 1803.[réf. nécessaire]

## Héritage culturel
À la fin des années 1790, la classe supérieure blanche de Trinidad « est principalement composée de créoles français », ce qui créé « une puissante influence culturelle française à Trinidad. Cela ne s'exprime pas seulement dans l'utilisation généralisée du French Patois (créole trinidadien à base lexicale française) mais aussi dans l'enthousiasme de la population en général pour la tradition catholique du Carnaval ». Sean Sheehan explique en outre que pendant « environ cent ans, la langue parlée à Trinité-et-Tobago était une forme pidgin du français, qui était essentiellement du français avec des mots twi ou yoruba inclus. Même aujourd'hui, il existe une forte composante de français à Trini et dans certaines zones rurales, on parle une langue plus proche du français que de l'anglais. » 

## Missions diplomatiques résidentes
- La France a une ambassade à la capitale Port-d'Espagne.
- Trinité-et-Tobago est accréditée en France via son ambassade à Bruxelles, en Belgique.